# Laal
Laal ist eine noch unklassifizierte Sprache, die von ca. 750 Einwohnern (Stand: 2000) dreier Dörfer in der Präfektur Moyen-Chari im Tschad gesprochen wird. Es ist wahrscheinlich eine isolierte Sprache und würde demnach ein isoliertes Überbleibsel einer ausgestorbenen zentralafrikanischen Sprachfamilie darstellen. Es ist eine (mit Ausnahme linguistischer Transkriptionen) ungeschriebene, rein mündlich weitergereichte Sprache. Laut David Faris, einem Mitglied des SIL-Tschad, ist Laal vom Aussterben bedroht, da sich immer mehr Sprecher unter 25 des lokal stärker vertretenen Baguirmi bedienen.
In den Fokus linguistischer Betrachtungen rückte die Sprache erstmals 1977 durch Pascal Boyeldieus Feldarbeiten an einem einzigen Sprecher aus Damtar von 1975 bis 1978.

## Sprecher und Status
Die meisten Sprecher sind Flussfischer und Bauern, die als Nebeneinkunft Salz verkaufen, welches sie aus der Asche verbrannter Palmen gewinnen. Wie ihre Nachbarn, die Niellim, waren sie ursprünglich Viehhirten, die ihre Herden um die Jahrhundertwende herum verloren. Die Mehrheit gehört dem Islam an, obwohl sie bis in die zweite Hälfte des 20. Jahrhunderts hinein die Yondo-Religion der Niellim ausübten. Die Gegend ist ziemlich unentwickelt; es gibt zwar Koranschulen in Gori und Damtar, die nächste staatliche Schule liegt jedoch 7 km entfernt, und in der ganzen Region gibt es keine Apotheke (Stand: 1995).
Das Dorf Damtar hatte früher einen eigenständigen Dialekt, Laabe (la:bé), der 1977 nur noch von zwei oder drei Dorfbewohnern gesprochen wurde; er wurde durch den Dialekt von Gori ersetzt, nachdem zwei Familien gegen Ende des 19. Jahrhunderts vor einem Krieg nach Damtar geflohen waren. Es sind keine weiteren Dialekte des Laal bekannt.
Nach tschadischem Recht besitzt Laal – wie alle Sprachen Tschads außer Französisch und Arabisch – den Status einer Nationalsprache. Obwohl die Verfassung von 1996 festlegt, dass „die Förderungs- und Entwicklungsbedingungen aller Nationalsprachen gesetzlich zu sichern sind“, findet keine tschadische Nationalsprache im Bildungswesen oder zu offiziellen Zwecken Verwendung; lediglich einige der weiter verbreiteten Sprachen haben ihren eigenen Radiosender.

## Klassifizierung
Laal konnte bisher nicht klassifiziert werden, obwohl starke Einflüsse der Adamawa-Ubangi-Sprachen (hauptsächlich Bua) und in geringem Ausmaß auch der Tschadsprachen vorliegen. Deshalb wird Laal manchmal einer dieser beiden Sprachfamilien zugeordnet, jedoch weit häufiger als isolierte Sprache behandelt. Roger Blench (2003) nimmt an, „sein Wortschatz und seine Morphologie stammen teils aus den tschadischen, teils aus den Adamawasprachen – und der Rest aus einer unbekannten Quelle, vielleicht der erloschenen Sprachfamilie des Laal.“
Es gibt im Laal viele Lehnwörter aus dem Baguirmi, da die Region für mehrere Jahrhunderte einen Teil des Baguirmireiches bildete; die lokale Hauptstadt war Korbol. Daneben sprechen die meisten Bewohner der Gegend Niellim als Zweitsprache, und mindestens 20 %–30 % des Wortschatzes des Laal weist Gemeinsamkeiten mit demjenigen dieser Sprache auf. Außerdem kamen mit der Verbreitung des Islams auch einige arabische Lehnwörter auf.